# 진달래 (아나운서)
진달래(1988년 5월 3일~ )는 대한민국 SBS SPORTS의 아나운서이다.

## 프로필
- 출생: 1988년 5월 3일
- 신체: 171.3 cm, 51.9 kg, 37-23-37
- 학력:
  - 대일외국어고등학교
  - 경희대학교 호텔경영학과
- 수상: 2013년 미스 경기 선(善)
- 경력: 2012년 월드 미스 유니버시티 한국대회 참가[2]
- 취미: 야구관람, 승마
- 특기: 재즈 댄스, 요가

## 방송 경력
- KTV
- SPORTS TV
- 대구MBC 기상캐스터 (2013~2014)[3]
- SBS 스포츠 아나운서(2014~ )

## 같이 보기
- 미스 경기
- 2013년 미스코리아